# 西昌行轅
西昌行辕，全称国民政府军事委员会委员长西昌行辕，正式设立于1939年2月。

## 历史
1939年初，抗日战场上，中日双方进行相持阶段。1939年2月，日军占领海南岛，随后进占广西南宁等地；国民政府军事委员会委员长蒋介石遂以西昌县作为陪都重庆失守后的备选之地，西昌行辕正是在此背景下设置的。西昌行辕驻地在清朝的宁远府衙门（当时为四川省第十八行政督察专员公署，今中国人民解放军四川省军区凉山军分区修械所），张笃伦中将担任首任主任。设有：
- 第一组，主管军事、交通运输。名义上驻宁属的部队都受其节制，实际上从事督修西昌机场和川滇西路、管理马帮运输。后期则主管禁烟。组长程冠珊少将
- 第二组，主管政治、经济和文化。组长王襄少将
- 第三组，管督察、情报，对外也叫调查组或稽察组。由军统局直接管辖。公开的附属机构有军警宪稽察处、水陆交通统一检查处等。另外，西昌新村特区也归它管理。组长徐远举/陆遂初/田动云/陆清澄
- 总务组，管行辕财务、新村修建工程等。组长耿心
- 政训特派员办公室/政治部，管军队政工和宣传。同时受军委会政治部领导。设总务科、宣传科、政治大队、新闻检查室、邮电检查室、宁远报社、宁远通讯社、新宁远月刊社、宁远剧团、新生俱乐部、民众服务处、青年书店、宁远印刷公司等。修筑川滇西路时，它还在泸沽、富林、会理分设政治指导员办公室。行辕的国民党特别党部(下设组训科)和政治部是一套人马两块牌子。政治部主任兼特别党部书记长张敦品
- 秘书室
- 军法室
- 禁烟督察专员办公室
- 经济建设设计委员会，咨询性质的机构，负责宁属资源的调查和开发规划，由行辕主任兼任主任
- 宁属粮食增产督导委员会

1946年8月，西昌行辕被撤销，改设西昌警备司令部。